# Danuta Wierzbowska
Danuta Wierzbowska, z d. Sobieska (ur. 13 kwietnia 1945 w Wilnie, zm. 23 października 1997 w Olsztynie) – polska lekkoatletka, specjalizująca się w biegach średnich, wielokrotna reprezentantka, rekordzistka i mistrzyni Polski.

## Kariera sportowa
Była zawodniczką Gwardii Olsztyn, gdzie jej trenerem był Janusz Malinowski.
Reprezentowała Polskę na Europejskich Igrzyskach Juniorów w 1964, gdzie odpadła w eliminacjach biegu na 600 m, mistrzostwach Europy seniorów w 1966, gdzie odpadła w eliminacjach biegu na 800 m oraz w 1971, gdzie w tej samej konkurencji zajęła 4. miejsce, z czasem 2:04,16, a także na zawodach Pucharu Europy w 1965 (na 800 m - w półfinale 2. miejsce, z czasem 2:08,4, w finale 6. miejsce, z czasem 2:08,9), 1967 (na 800 m - w półfinale 2. miejsce, z czasem 2:06,5, w finale 2. miejsce, z czasem 2:07,0) i 1970 (na 800 m - w półfinale 2. miejsce, z czasem 2:04,1, w finale 5. miejsce, z czasem 2:07,1).
Na mistrzostwach Polski seniorek na otwartym stadionie zdobyła 18 medali, w tym 15 złotych i 3 srebrne: w biegu na 800 m - siedem złotych medali (1964, 1965, 1966, 1967, 1970, 1972, 1973); w biegu na 1500 m - dwa złote medale (1970, 1971), w biegu przełajowym - cztery złote medale (1965, 1966, 1967, 1968) i jeden medal srebrny (1964), w biegu na 400 m - jeden medal srebrny (1967), w sztafecie 4 x 400 m - dwa złote medale (1971, 1973) i jeden medal srebrny (1974).
W latach 1967–1971 czterokrotnie z rzędu poprawiała rekord Polski na 800 m (od 2:05,2 w dniu 4 czerwca 1967 do 2:02,6 w dniu 29 sierpnia 1971), 4 października 1970 wyrównała także wynikiem 4:20,5 rekord Polski w biegu na 1500 m, należący od 12 września 1970 do Krystyny Sładek. Dwukrotnie poprawiała klubowy rekord Polski w sztafecie 4 x 400 m (3:42,9 - 28.06.1971, 3:39,5 - 12.08.1973).
Czterokrotnie wygrywała Plebiscyt Gazety Olsztyńskiej na najlepszego sportowca województwa olsztyńskiego (1965, 1967, 1970, 1971). Została także uznana najlepszym sportowcem trzydziestolecia i czterdziestolecia na Warmii i Mazurach.